# Anaxarcha hyalina
Anaxarcha hyalina es una especie de mantis de la familia Hymenopodidae.

## Distribución geográfica
Se encuentra en la China.